# Otto Hartmann
Pour les articles homonymes, voir Hartmann.
Otto Hartmann (11 septembre 1884 à Munich – 10 juillet 1952 à Miesbach) est un General der Artillerie de la Heer dans la Wehrmacht durant la Seconde Guerre mondiale.
Il a été récipiendaire de la Croix de chevalier de la Croix de fer. Cette décoration est attribuée pour récompenser un acte d'une extrême bravoure sur le champ de bataille ou un commandement militaire avec succès.

## Biographie

### Famille
Otto Hartmann était le fils du major général Richard Hartmann. Il s'est marié en 1911 avec Franziska Steger. Deux enfants sont nés de cette union.

### Formation militaire
A 19 ans, après avoir fréquenté le corps des cadets, Hartmann s'engagea le 6 juillet 1903 comme enseigne dans le 10e régiment d'artillerie de campagne de l'armée bavaroise à Erlangen.
Après avoir été commandé à l'école de guerre, Hartmann a été promu lieutenant le 8 mars 1905.
Il a ensuite été commandé à l'école d'artillerie et d'ingénierie en octobre 1907, dont il est sorti le 6 juillet 1908.
Il servit comme adjudant de régiment et fut promu premier-lieutenant fin octobre 1912. Il dut interrompre prématurément sa formation à l'Académie de guerre, commencée en octobre 1913, le 31 juillet 1914 en raison du déclenchement de la Première Guerre mondiale.

### État de service lors de la 1ère guerre mondiale
Dès le 8 août 1914, son régiment fut transféré en France, sur le front. Hartmann y fut brièvement officier d'ordonnance à l'état-major de la 5e brigade d'artillerie de campagne royale bavaroise (de), puis 2e adjudant de la 5e division d'infanterie. 
Le 14 janvier 1916, il fut promu capitaine et commandé à partir de juin comme 2e officier d'état-major général de la 1re division de Landwehr (de). L'année suivante, il fut affecté à l'état-major général du Heeresgruppenkommando F (de) en tant que major impérial ottoman à partir du 11 septembre et au commandement de l'armée turque 6 en tant qu'officier d'état-major général à partir de novembre 1917. 
En juillet 1918, Hartmann était officier d'état-major général auprès du commandement de l'armée turque "Est", avant d'être à nouveau affecté au front en France à partir d'octobre 1918. Il y fut, à partir de novembre, 3e officier d'état-major général auprès du commandement général du 15e corps de réserve (de).

### Entre-deux-guerres
Après la fin de la guerre, Hartmann passa dans la Reichswehr et travailla comme commandant et officier d'état-major général, entre autres à l'état-major de l'Oberkommando Möhl et à la Reichswehr-Brigade 4. Peu après, il fut commandé en 1920 comme officier d'état-major général au Wehrkreiskommando VII. De là, il passa à l'état-major du commandant de la ville de Munich à partir d'octobre 1921, puis à l'état-major de la 7e division l'année suivante.
À partir de 1924, il était chef du service de défense au sein de l'état-major. 
En février 1925, il fut promu au grade de major et passa au commandement de groupe 2, tout en conservant son affectation précédente. 
À partir du 1er octobre 1926, Hartmann fut muté au ministère de la Reichswehr où il fut affecté au service de défense qui, pour des raisons de camouflage, était à l'époque encore rattaché à l'office des troupes sous le nom de T 3 - Heeresstatistische Abteilung. Le chef de la défense était à l'époque le colonel Friedrich Gemp). Au total, Hartmann a occupé le poste de chef d'unité de l'Abwehr pendant cinq ans, période durant laquelle il a été promu lieutenant-colonel en novembre 1930. Ce n'est que pour une courte période qu'il fut relégué à l'état-major du 7e régiment bavarois d'artillerie  en octobre 1931.
Dès octobre 1932, il retourna dans ce domaine d'activité, désormais sous le nom de "Division des armées étrangères". Le chef du département était à cette époque le colonel Herbert Fischer, sous la direction duquel le changement de nom et la nouvelle répartition des domaines de responsabilité de l'ancienne T 3 avaient été effectués. 
Pendant son retour à l'Abwehr, Hartmann se prépara à une nouvelle mission au poste d'attaché militaire. 
À partir du 1er avril 1933, il fut muté, après 22 ans, comme premier attaché militaire à l'ambassade d'Allemagne à Moscou. Sa responsabilité s'étendait aux représentations allemandes de Moscou et de Kowno dont le siège était à Moscou. Jusqu'en mars 1933, cette tâche avait été assumée par Ernst-August Köstring  en tant que conseiller militaire de l'ambassade. L'ambassadeur allemand à cette époque était Rudolf Nadolny. 
Depuis octobre 1933, Hartmann avait à ses côtés le capitaine Krebs en tant qu'assistant de l'attaché militaire. La mission de l'attaché militaire à Moscou était assez difficile, et ce de deux points de vue. D'une part, depuis l'arrivée au pouvoir de la chancellerie d'Adolf Hitler en 1933, les dirigeants nazis se livraient à une agitation ouvertement antisoviétique à l'égard de l'URSS. Cette attitude a finalement conduit Rudolf Nadolny à démissionner prématurément de son poste d'ambassadeur le 16 juin 1934. Deuxièmement, la coopération militaire entre l'Armée rouge et la Reichswehr, qui avait débuté en 1920, existait encore en 1933. Certains des organes de travail se trouvaient encore dans le pays mais étaient sur le point d'être liquidés. Il en résulte une double orientation surtout en ce qui concerne les priorités militaires dans les premières années du travail de l'attaché militaire. Néanmoins, sa mission principale consistait à obtenir et à évaluer toutes les informations militaires accessibles dans sa position sur l'Union soviétique et son développement politico-stratégique et économique en matière d'armement. À partir de 1934, l'URSS a été classée dans la catégorie des "armées étrangères" - et donc dans la série des "adversaires potentiels" - dans le cadre des obligations de rapport des attachés. 
Otto Hartmann est capturé en 1945 par les troupes alliés et est détenu jusqu'en 1947.

## Décorations
- Croix de fer (1914)
  - 2e Classe
  - 1re classe
- Etoile de Gallipoli (Empire Ottoman)
- Croix d'honneur
- Agrafe de la Croix de fer (1939)
  - 2e Classe
  - 1re classe
- Croix de chevalier de la Croix de fer
  - Croix de chevalier le 5 août 1940 en tant que General der Artillerie et commandant du XXX. Armeekorps[2]